# Ко одваја тебе од мене/Нећу да живим сама
Ко одваја тебе од мене/Нећу да живим сама је шеснаеста сингл-плоча певачице Снежане Ђуришић. Издата је 10. јуна 1980. године за Дискос.

## Песме
| Страна | Песма                  | Аутори                               |
| ------ | ---------------------- | ------------------------------------ |
| А      | Ко одваја тебе од мене | Часлав Ђоковић                       |
| Б      | Нећу да живим сама     | Часлав Ђоковић (м), Миодраг Илић (т) |